# Lac Lyster
Pour les articles homonymes, voir Lyster.
Le lac Lyster est un lac situé dans la municipalité de Coaticook (Baldwin Mills), dans la municipalité régionale de comté (MRC) de Coaticook, dans la région administrative de l'Estrie, au Québec, au Canada.

## Géographie
Le lac est situé au sud du territoire de la ville de Coaticook, tout près de la frontière américaine. Le hameau de Baldwin Mill est situé sur la rive nord, le Mont Pinacle (Coaticook) à l'est, et le Mont Barnston à l'ouest. 

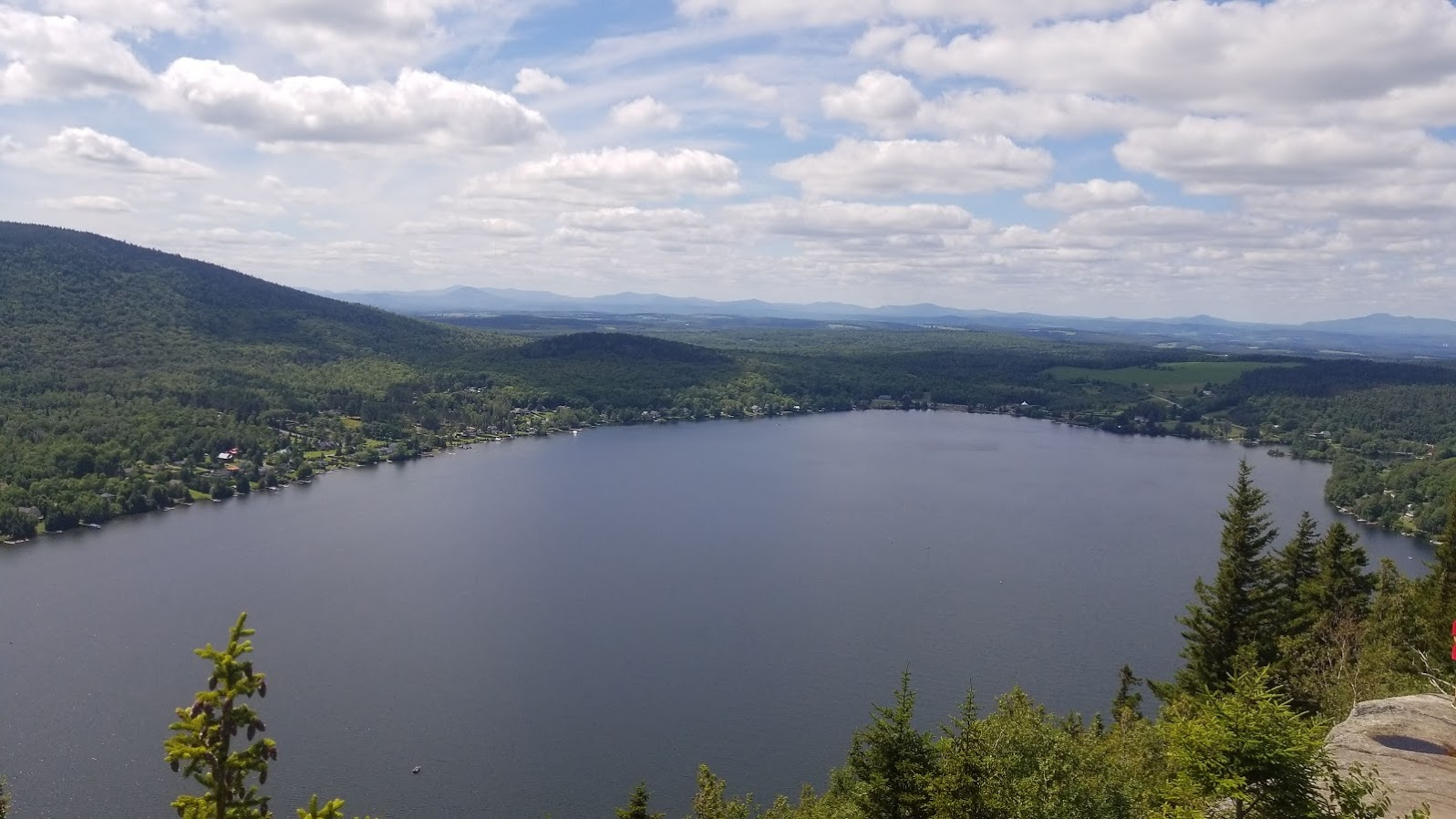
Vue du lac Lyster regardant vers l'ouest vers les monts Sutton